# Lunamatrona
Lunamatrona (in sardo Lunamatròna) è un comune italiano di 1 593 abitanti della provincia del Medio Campidano. Dista 11 km da Sanluri e 56 km da Cagliari.

## Geografia fisica

### Territorio
È situato a 180 metri sul livello del mare, nella piana interna della Marmilla tra il fiume Mannu e la zona collinare della Trexenta.

## Origini del nome
L'origine del nome ha più interpretazioni. C'è chi lo fa derivare da Juno, Giunone, accompagnato dall'attributo matrona, chi invece preferisce rifarsi al termine luna, che identifica la divinità notturna Diana, la romana Proserpina dea delle tenebre. In questo caso Lunamatrona acquista il significato di Luna Regina.

## Storia

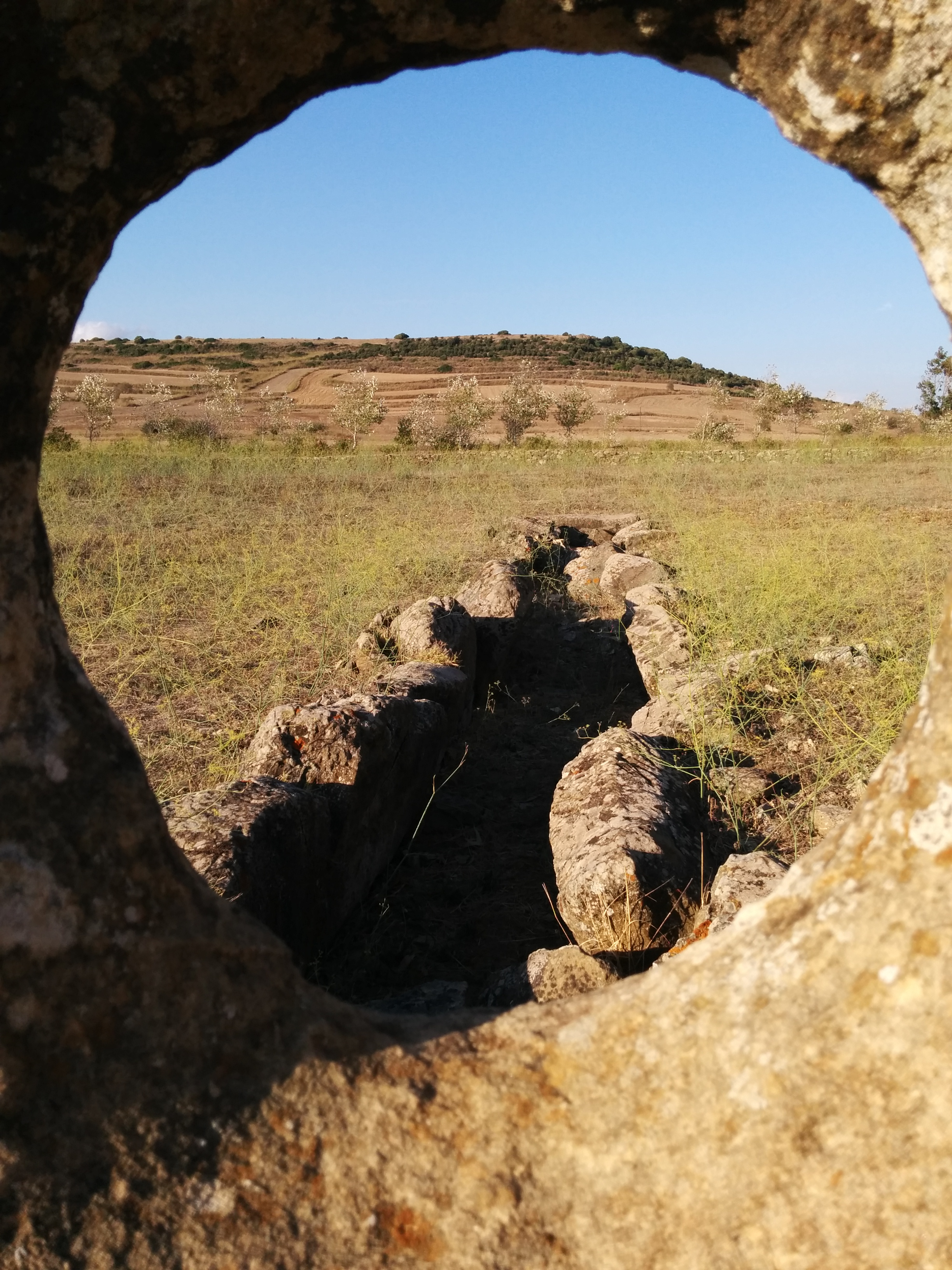
Tomba dei giganti di Su cuaddu 'e Nixias

La zona era abitata già in epoca nuragica, per la presenza di numerosi nuraghi, e in epoca romana, per la presenza di alcune tombe con vari reperti archeologici.
In epoca medioevale appartenne al Giudicato di Arborea e fece parte della curatoria di Marmilla. Alla caduta del giudicato (1410) entrò a far parte del Marchesato di Oristano.
In seguito al fallimento della rivolta antiaragonese di Leonardo Alagon, ultimo marchese di Oristano, dopo la battaglia di Macomer (1478) tutta l'area passò sotto il dominio aragonese. In epoca aragonese fece parte dell'Incontrada di Parte Montis, appartenente alla contea di Quirra, feudo dei Carroz. Nel 1603 la contea divenne un marchesato, feudo dei Centelles. In periodo sabaudo, nel 1798, passò agli Osorio de la Cueva, in possesso dei quali rimase fino al 1839 quando fu riscattato in seguito alla soppressione del sistema feudale.

### Simboli
Lo stemma e il gonfalone sono stati concessi con DPR del 21 dicembre 1989.
Il gonfalone è un drappo troncato di azzurro e di rosso.

## Monumenti e luoghi d'interesse

### Architetture religiose
- Chiesa patronale di San Giovanni Battista
- Chiesetta di Santa Maria
- Chiesetta di San Sebastiano

### Siti archeologici
- Tomba dei giganti "Su Cuaddu de Nixias"
- Nuraghe "Pitzu cùmmu"
- Nuraghe "Trobas"

## Società

### Evoluzione demografica
Abitanti censiti

### Lingue e dialetti
La variante del sardo parlata a Lunamatrona è il campidanese occidentale.

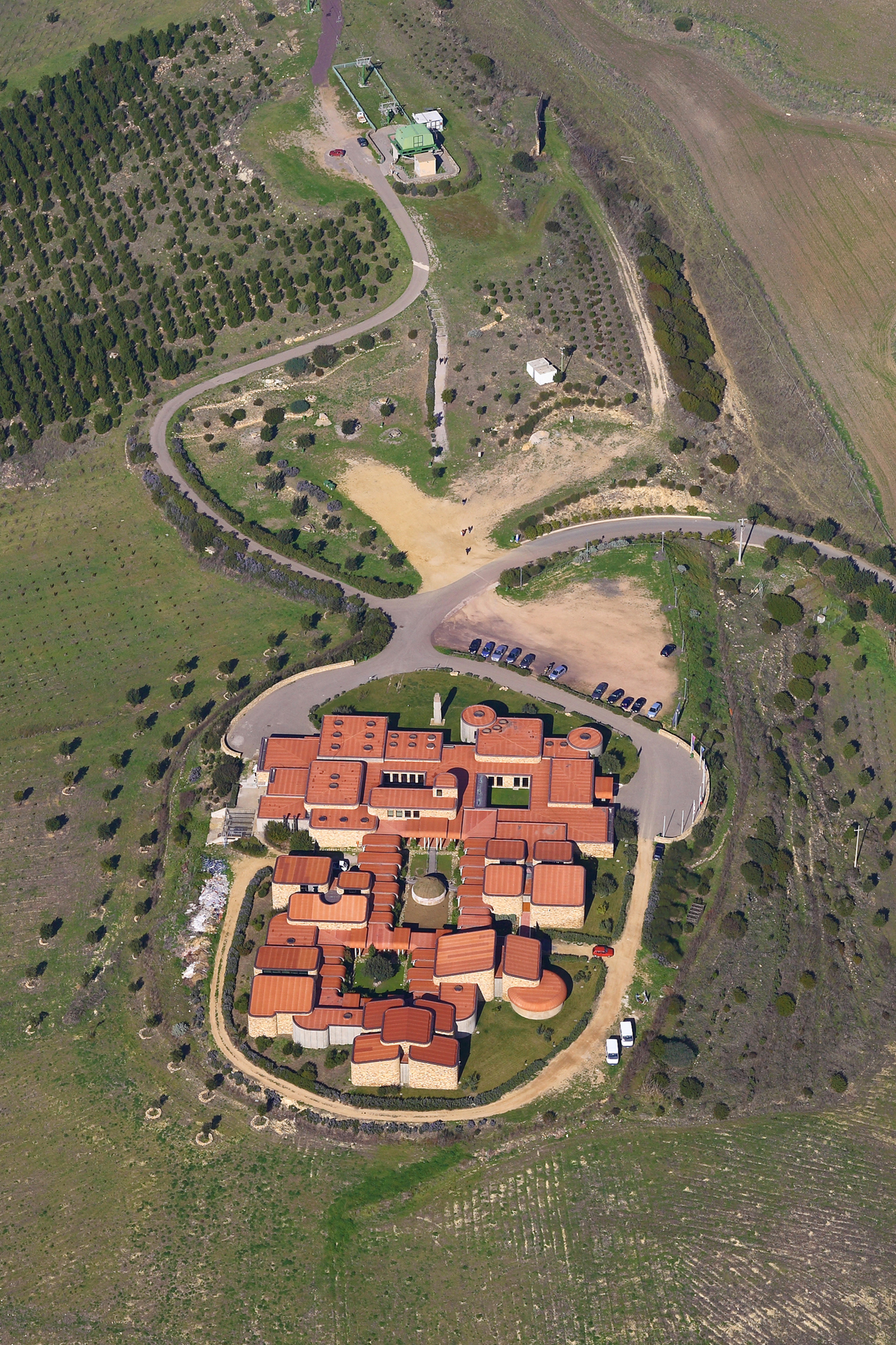
Foto aerea del Museo Naturalistico del Territorio

## Cultura

### Musei
- Museo del territorio, Sa corona Arrubia

### Media
Il paese ebbe negli anni ottanta (e fino al 1990) un'emittente radiofonica di un certo seguito: Radio Lunamatrona.

### Feste e sagre tradizionali

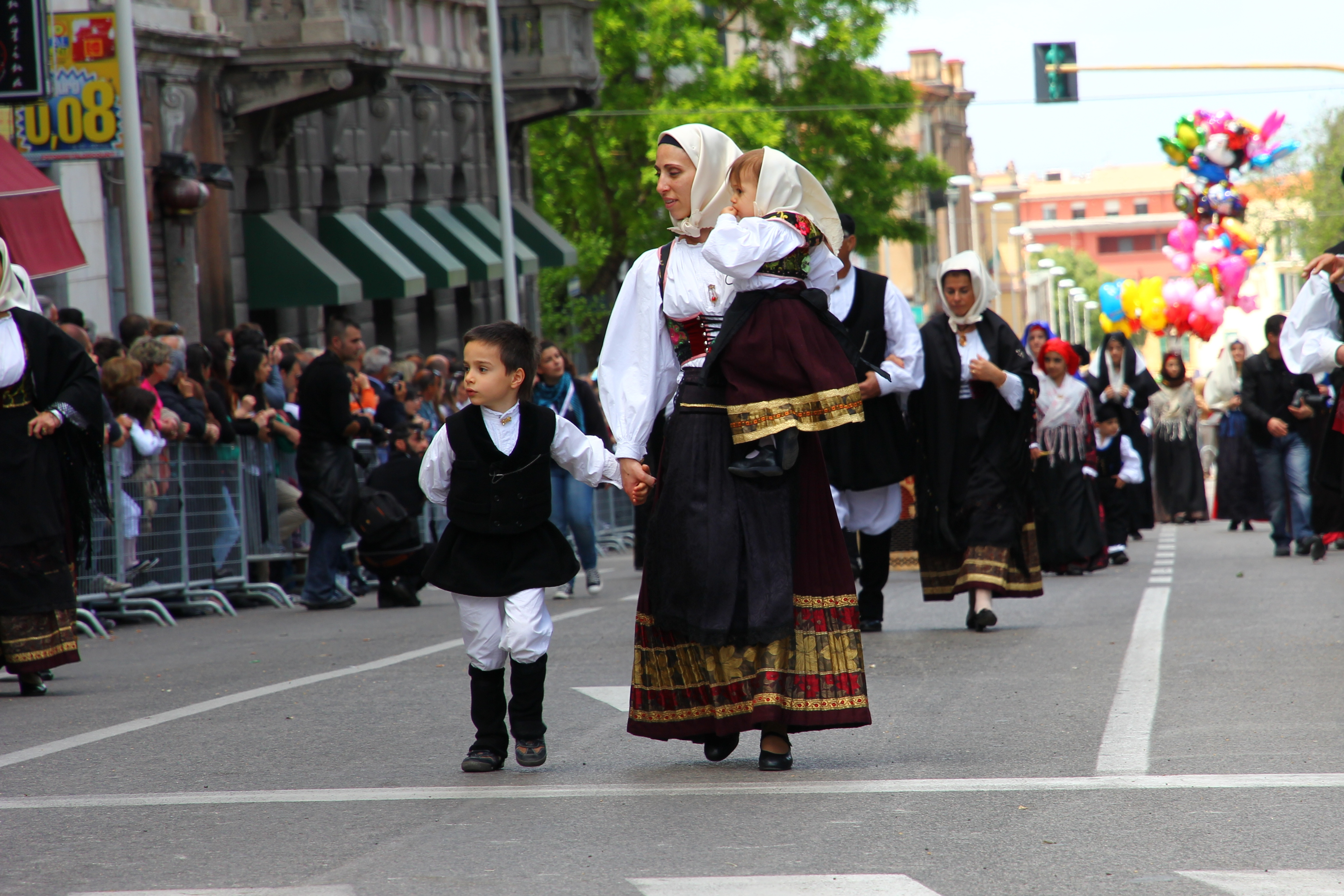
Costume tradizionale di Lunamatrona

Vi si tiene annualmente, ogni prima domenica di settembre, la sagra del melone coltivato in asciutto, della malvasia e della pecora in cappotto.

## Amministrazione
| Periodo         | Periodo         | Primo cittadino        | Partito                            | Carica  | Note   |
| --------------- | --------------- | ---------------------- | ---------------------------------- | ------- | ------ |
| 23 aprile 1995  | 16 aprile 2000  | Alessandro Merici      | lista civica                       | Sindaco | [ 5 ]  |
| 16 aprile 2000  | 8 maggio 2005   | Giovanni Battista Orrù | lista civica                       | Sindaco | [ 6 ]  |
| 8 maggio 2005   | 30 maggio 2010  | Alessandro Merici      | lista civica                       | Sindaco | [ 7 ]  |
| 30 maggio 2010  | 31 maggio 2015  | Italo Carruciu         | lista civica                       | Sindaco | [ 8 ]  |
| 31 maggio 2015  | 26 ottobre 2020 | Alessandro Merici      | lista civica "Lunamatrona è Custa" | Sindaco | [ 9 ]  |
| 26 ottobre 2020 | in carica       | Italo Carruciu         | lista civica "Progetto futuro"     | Sindaco | [ 10 ] |

## Sport
Nel paese sono attive diverse società sportive: l'Unione Sportiva Lunamatrona, nata nel 1977, gestisce la squadra locale di calcio, militante nel campionato di Seconda Categoria ma con dei trascorsi in Promozione, e tutto il settore giovanile; la Virtus Luna spazia nel campo della pallavolo femminile e del calcio a 5 maschile, la cui formazione nel 2008 ha conquistato il titolo di campione regionale Anspi; l'Associazione Sportiva Dilettantistica Sentieri Alternativi pratica il trekking.